# رافاييل فلوريس مندوزا
رافاييل فلوريس مندوزا (بالإسبانية: Rafael Flores Mendoza)‏ هو سياسي مكسيكي، ولد في 5 أكتوبر 1968 في غوادالوبي ‏ في المكسيك. نشط حزبياً في حزب الثورة الديمقراطية. وقد انتخب عضو مجلس النواب المكسيك.